# Daniel Henke
Daniel Henke (ur. 1980) – polski goalballista. Zawodnik drużyny Biersin Bierutów od 2003 roku. Od 2007 roku zawodnik reprezentacji Polski goalballu.
W roku 2008 zdobył z Biersinem Bierutów wicemistrzostwo Polski i drugie miejsce w klasyfikacji strzelców w sezonie 2008 zdobywając 65 bramek.